# 약코 에밀 페르틸래
약코 에밀 페르틸래(핀란드어: Jaakko Emil Perttilä: 1875년 2월 18일-1933년 8월 21일)는 핀란드의 정치인이다. 1907년-1908년 의회의원을 역임했으며, 1905년-1906년 핀란드 사회민주당 주석이었다.
1875년 이소퀴뢰 출생으로, 1891년부터 헬싱키에서 목수로 일했다. 1904년-1909년 사민당 간사장을 지냈다. 1905년 총파업 때 총파업위원회 위원장 직을 맡았다. 의회의원 재직 중에는 의회 경제위 위원장이었다.
1909년 미국으로 이민갔고 1933년 시애틀에서 죽었다.
| 전임 타비 타이니오 | 제4대 핀란드 사회민주당 주석 1905년 11월 22일-1906년 8월 20일 | 후임 에드바르드 발파스 |